# 具志川島
26°58′31″N 127°57′02″E / 26.97528°N 127.95056°E
具志川島（日语：／ Gushikawa-jima、琉球語：／ ）是沖繩縣島尻郡伊是名村所屬的一個無人島。
具志川島位於伊是名島西北約2公里位置，面積0.47平方公里，周長約4.2公里，最高點28公尺，為一個東西走向的細長小島。
1960年代在島上發現貝塚。此後通過發掘調查，在島上各地陸續出土人骨、土器、飾品等文物。此遺址群被命名為具志川島遺跡群。